# Франко Чити
Франко Чити (на италиански: Franco Citti) е италиански актьор. 

## Биография
Роден е на 23 април 1935 година във Фиумичино край Рим, негов по-голям брат е режисьорът и сценарист Серджо Чити. Франко Чити дебютира в киното с главната роля във филма на Пиер Паоло Пазолини „Безделник“ („Accattone“, 1961), която му донася широка известност. През следващите десетилетия играе във филми като „Едип цар“ („Edipo re“, 1967), „Кръстникът“ („The Godfather“, 1972), „Цветът на Хиляда и една нощ“ („Il fiore delle mille e una notte“, 1974), „Кръстникът 3“ („The Godfather Part III“, 1990). 
Франко Чити умира на 14 януари 2016 година в Рим.

## Избрана филмография
| година | филм                        | оригинално заглавие              | роля                        | режисьор            |
| ------ | --------------------------- | -------------------------------- | --------------------------- | ------------------- |
| 1961   | Безделник                   | Accattone                        | Витторио Катальдо „Акатоне“ | Пиер Паоло Пазолини |
| 1962   | Мама Рома                   | Mamma Roma                       | Кармине                     | Пиер Паоло Пазолини |
| 1967   | Едип цар                    | Edipo re                         | Едип                        | Пиер Паоло Пазолини |
| 1969   | Кочина                      | Porcile                          | Втория Канибал              | Пиер Паоло Пазолини |
| 1971   | Декамерон                   | Il Decameron                     | Чапелето                    | Пиер Паоло Пазолини |
| 1972   | Кентърбърийски разкази      | I racconti di Canterbury         | Дяволът                     | Пиер Паоло Пазолини |
| 1972   | Кръстникът                  | The Godfather                    | Кало                        | Франсис Форд Копола |
| 1974   | Цветът на Хиляда и една нощ | Il fiore delle mille e una notte | Демон                       | Пиер Паоло Пазолини |
| 1990   | Кръстникът 3                | The Godfather Part III           | Кало                        | Франсис Форд Копола |